# Splash! Vedete la apă
Splash! Vedete la Apă este un reality show de televiziune difuzat de Antena 1 în care vedetele își demonstrează abilitățile în ceea ce privește săriturile în apă și încearcă să-și învingă temerile.

## Format
Celebritățile concurează patru săptămâni (șapte săptămâni până în sezonul 3) în fața unui juriu și a unui public, într-un bazin de scufundări de dimensiuni olimpice, rezultatul fiind parțial determinat de votul publicului (din sezonul 4 votul publicului a fost înlocuit de calcularea notelor secrete acordate de Iulia Albu).

## Istoricul producției
Emisiunea a fost menționată pentru prima dată în mai 2013, când s-a anunțat că Antena 1 a comandat formatul Celebrity Splash, bazat pe seria olandeză cu același nume. Vedetele trebuie să efectueze sărituri în apă de la înălțime și în fiecare săptămână provocările cresc în dificultate.

## Judecători
La 14 iunie 2013, Daniel Buzdugan, Anda Adam și Cătălin Preda au fost confirmați ca fiind cei trei jurați inițiali ai emisiunii. Pentru sezoanele doi și trei, jurații au fost Cosmin Seleși care acorda note pentru curaj, Ozana Barabancea, responsabilă cu impresia artistică, și Cătălin Preda  care a punctat din punct de vedere tehnic. În sezonul patru, juriul a fost alcătuit din Iulia Albu, Nea Mărin, Bogdan Ioniță (înlocuit din săptămâna a doua a sezonului 4 cu Clara Gherase) și Jean de la Craiova, ultimul din urmă a fost înlocuit de Cosmin Natanticu începând cu sezonul 5.

## Prezentare generală
| Sezon | Data premierei       | Data finalei       | Numărul vedetelor | Numărul de săptămâni | Locuri           | Locuri                   | Locuri           | Locuri             | Locuri           |
| ----- | -------------------- | ------------------ | ----------------- | -------------------- | ---------------- | ------------------------ | ---------------- | ------------------ | ---------------- |
| Sezon | Data premierei       | Data finalei       | Numărul vedetelor | Numărul de săptămâni | Câștigător       | Locul doi                | Locul trei       | Locul patru        | Locul cinci      |
| 1     | 7 July 2013          | 18 August 2013     | 32                | 7                    | Piticu`          | Marian Drăgulescu        | Cornel Păsat     | Silvia de la Vegas | CRBL             |
| 2     | 11 Iulie 2014        | 5 Septembrie 2014  | 32                | 7                    | Cosmin Soare     | Ionuț Pitbull Atodiresei | Vladimir Drăghia | Daniela Crudu      | Ruby             |
| 3     | 23 și 24 Iulie 2015  | 14 septembrie 2015 | 40                | 8                    | Vladimir Drăghia | Florin Beby              | Șerban Copoț     | Giani Kiriță       | TBA              |
| 4     | 21 și 22 August 2021 | 12 septembrie 2021 | 42                | 4                    | Cristi Pulhac    | Jador                    | Sonny Medini     | Emy Alupei         | Natalia Duminică |
| 5     | 11 august 2022       | 2022               |                   |                      |                  |                          |                  |                    |                  |

## Rezumatul sezonului

### Sezonul 1 (2013)
Primul sezon a început pe 7 iulie 2013. Pepe a fost gazda emisiunii, avându-le alături pe Roxana Ionescu și Roxana Vancea. Jurații au fost Anda Adam, Daniel Buzdugan și Cătălin Preda.
Primul sezon a început cu treizeci și două de celebrități românești. Vica Blochina s-a retras înainte de începerea seriei și a fost înlocuită cu Jean de la Craiova. Primul sezon s-a încheiat pe 18 august 2013. Piticu', un dansator a fost declarat primul câștigător al emisiunii. Locul doi a fost ocupat de gimnastul Marian Drăgulescu, urmat de stripperul Cornel Păsat pe locul al treilea, cântăreț și violonist Silvia de la Vegas pe locul patru și rapperul CRBL a fost pe ultimul loc.

### Sezonul 2 (2014)
Pe 17 august 2013 a fost anunțat un al doilea sezon a emisiunii. În acest sezon, jurații Daniel Buzdugan și Anda Adam sunt înlocuiți de Cosmin Seleși și Ozana Barabancea, Cătălin Preda rămânând singura prezență constantă. In acest sezon, Roxana Vancea, co-prezentatoarea primului sezon a fost înlocuită de noua gazdă, Bianca Drăgușanu. Sezonul a început la 11 iulie 2014 și s-a încheiat la 5 septembrie 2014. Cosmin Soare, un dansator a fost declarat al doilea câștigător al sezonului. Locul doi a fost boxerul Ionuț Atodireserei, urmat de actor Vladimir Draghia pe locul al treilea, vedeta showbiz Daniela Crudu pe locul patru și cântăreața Ruby a fost pe ultimul loc. În acest sezon a fost implicată Maria Casian, o fetiță de 9 ani care este bolnavă, dar care practică acest sport.

### Sezonul 3 (2015)
La 1 iunie 2015 a fost anunțat al treilea sezon a emisiunii fără promoție. Tot Pepe a rămas gazdă, fiind însoțit de Diana Munteanu și Alina Pușcaș, iar jurații au fost la fel ca în sezonul trecut. În acest sezon, sunt 40 de celebrități din România, trec de 3 în semifinale, nu de 4 ca în ultimele 2 sezoane. Există un nou caz, Marina și Andreea Sandu doi copii fără 9 și 12 ani, care sunt mici campioni ai României. Sezonul a început să fie difuzat pe 23 și 24 iulie 2015 în două seri și s-a terminat pe 13 septembrie 2015. În acest sezon au descalificat 2 celebrități, pentru prima dată în istoria emisiunii. Câștigătorul sezonului a fost actorul Vladimir Drăghia, pe locul doi s-a clasat Florin Beby, locul trei a fost ocupat de Șerban Copoț iar pe locul patru a încheiat fostul fotbalist Giani Kiriță.

### Sezonul 4 (2021)
Pe 15 iulie 2021 a fost anunțată reînvierea emisiunii cu sezonul patru. Prezentatorul, co-prezentatorii și jurații au fost total înlocuiți. Juriul din acest sezon este format din Iulia Albu, Jean de la Craiova, Nea Marin și Bogdan Ioniță iar gazda fiind Răzvan Fodor și co-prezentatoarele Anna Lesko și Ramona Olaru. Din săptămâna a doua Bogdan Ioniță a fost înlocuit cu Clara Gherase. Sezonul a început pe 23 august 2021 în două seri și s-a terminat pe 12 septembrie 2021. În acest sezon au participat 42 concurenți iar semifinalele au fost eliminate. Câștigătorul sezonului a fost fostul fotbalist Cristi Pulhac, locul doi fiind manelistul Jador, locul trei fiind circarul Sonny Medini, locul patru fiind vedeta Emy Alupei iar locul cinci fiind dansatoarea Natalia Duminică.

### Sezonul 5 (2022)
Pe 8 iulie 2022 Antena 1 a anunțat oficial că pregătește al cincelea sezon a emisiunii. Răzvan Fodor a rămas gazda emisiunii, alături de Ramona Olaru, însă Anna Lesko a fost înlocuită de Monica Bârlădeanu. Din juriu au rămas Iulia Albu, Nea Marin și Clara Gherase, iar Jean de la Craiova a fost înlocuit de Cosmin Natanticu. În prima ediție a sezonului Diana Munteanu a înlocuit-o pe Ramona Olaru, deoarece acesta din urmă era în vacanța zilei ei de naștere. Sezonul a început pe 11 august 2022, în patru seri și s-a terminat în septembrie 2022. Din acest sezon s-a schimbă formatul: au fost 3 ediții de calificări și o finală în fiecare săptămână, astfel în finala săptămânii s-au calificat cei 6 concurenți care au câștigat edițiile precedente ale săptămânii. Premiul săptămânii este de 10.000 de lei.
Săptămâna 1 a fost câștigată de Bănel Nicoliță, locul 2 de Nick Cashiro, iar locul 3 de Maria constantin.
Săptămână 2 a avut în finală 7 concurenți: Cucu ,, N Natalia Mateuț ,Cătălin Cazacu, Maria Speranța,  Costin Gheorghe, Florin Pastramă și Doinita Oancea.Premiul de 10000 de lei a fost câștigat de Cătălin Cazacu după o săritură de la 7 metri.

## Prezentarea generală a audiențelor
| Sezon | Ziua și ora                                      | Premiera sezonului   | Premiera vizualizări (în milioane) | Finalul sezonului  | Final vizualizări (în milioane) | Sezon TV | Rank |
| ----- | ------------------------------------------------ | -------------------- | ---------------------------------- | ------------------ | ------------------------------- | -------- | ---- |
| 1     | Duminică 20:30                                   | 7 Iulie 2013         | 1.566.000                          | 18 August 2013     | 1.086.000                       | 2013     | 1    |
| 2     | Vineri 20:30                                     | 11 Iulie 2014        | 1.112.000                          | 5 Septembrie 2014  | 1.086.000                       | 2014     | 1    |
| 3     | Joi și Vineri 20:30                              | 23 și 24 Iulie 2015  | 785.000                            | 13 Septembrie 2015 | TBA                             | 2015     | TBA  |
| 4     | Sâmbătă și Duminică 20:00                        | 21 și 22 August 2021 | 1.148.000                          | 12 Septembrie 2021 | TBA                             | 2021     | 1    |
| 5     | Joi și Vineri 20:30 și Sâmbătă și Duminică 20:00 | 11 august 2022       | 671.000                            | TBA                | TBA                             | 2022     | TBA  |